# Charroux (Vienne)
Charroux è un comune francese di 1 187 abitanti situato nel dipartimento della Vienne nella regione della Nuova Aquitania.

## Società

### Evoluzione demografica
Abitanti censiti